# Free Live!
Free Live! è un live album dei Free, pubblicato nel 1971 per l'etichetta discografica Island Records.

## Tracce
1. All Right Now (Fraser, Rodgers) 6:24
2. I'm a Mover (Fraser, Rodgers) 3:46
3. Be My Friend (Fraser, Rodgers) 5:56
4. Fire and Water (Fraser, Rodgers) 3:56
5. Ride on a Pony (Fraser, Rodgers) 4:30
6. Mr. Big (Fraser, Kirke, Kossoff, Rodgers) 6:13
7. The Hunter (Cropper, Dunn, Jackson, Jones, Wells) 5:29
8. Get Where I Belong (Fraser, Rodgers) 4:19

## Formazione
- Paul Rodgers - voce
- Paul Kossoff - chitarra
- Andy Fraser - basso
- Simon Kirke - batteria